# Andra Rengårdstjärnen
Andra Rengårdstjärnen är en sjö i Bodens kommun i Norrbotten och ingår i Råneälvens huvudavrinningsområde.